# Teorema de Carathéodory
El teorema de Carathéodory, formulat per Constantin Carathéodory, és una teoria matemàtica que mostra com construir la mesura exterior a partir d'una mesura qualsevol definida en una semiàlgebra.

## Explicació
En la branca de l'anàlisi matemàtica una part rellevant és la denominada teoria de la mesura, la qual estudia la mesura de conjunts i els assigna un valor a aquests. En la vida quotidiana amidem o classifiquem els conjunts segons la seua longitud, superfície o volum, fins i tot utilitzem altres magnituds com la densitat, pes, viscositat, duresa i moltes altres característiques que puguen ocórrer-se'ns. En matemàtiques els conjunts es poden separar en aquells que poden amidar-se i aquells que no, intuïtivament podem pensar que açò és absurd, ja que tot conjunt té una d'aquestes mesures esmentades recentment, però la veritat és que existeixen nombrosos més conjunts no mesurables que mesurables, que a priori no trobem en la naturalesa, i aquests no mesurables són fins i tot difícil de definir explícitament en molts casos.
Ja que una mesura és una aplicació com veurem més endavant, poden existir diverses mesures, una destacable és la mesura de Lebesgue en la qual s'assenten les bases de la integral de Lebesgue.
Para comprendre el Teorema de Carathéodory és aconsellable recordar el concepte o definició de mesura.
Definició: Una mesura en un conjunt X és una aplicació {\displaystyle \mu :M\longrightarrow [0,+\infty ]}, on M és una {\displaystyle \sigma }-àlgebra en X. tal que:
```
(i) 

  

    

      

        
μ

        
(

        
∅

        
)

        
=

        
0

      

    

    
{\displaystyle \mu (\emptyset )=0}

  

```

```
(ii) 

  

    

      

        
σ

        
−

        
a

        
d

        
i

        
t

        
i

        
v

        
i

        
d

        
a

        
d

      

    

    
{\displaystyle \sigma -aditividad}

  

Donats 

  

    

      

        

          

            
E

            

              
j

            

          

        

      

    

    
{\displaystyle {E_{j}}}

  

 successió de M i 

  

    

      

        

          
E

          

            
j

          

        

        
∩

        

          
E

          

            
k

          

        

        
=

        
∅

      

    

    
{\displaystyle E_{j}\cap E_{k}=\emptyset }

  

, 

  

    

      

        
1

        
≤

        
j

        
≤

        
k

        
⇒

        
μ

        
(

        

          
⋃

          

            
j

            
=

            
1

          

          

            
∞

          

        

        

          
E

          

            
j

          

        

        
)

        
=

        

          
∑

          

            
j

            
=

            
1

          

          

            
∞

          

        

        
μ

        
(

        

          
E

          

            
j

          

        

        
)

      

    

    
{\displaystyle 1\leq j\leq k\Rightarrow \mu (\bigcup _{j=1}^{\infty }E_{j})=\sum _{j=1}^{\infty }\mu (E_{j})}

  

```

```
Si 

  

    

      

        
μ

        
:

        
M

        
⟶

        
[

        
0

        
,

        
+

        
∞

        
]

      

    

    
{\displaystyle \mu :M\longrightarrow [0,+\infty ]}

  

 és una mesura en X, diem que 

  

    

      

        
(

        
X

        
,

        
M

        
,

        
μ

        
)

      

    

    
{\displaystyle (X,M,\mu )}

  

 es un 
espai de mesura
.
```

Definició: (Mesura exterior) Una mesura exterior en X és una aplicació {\displaystyle \mu ^{\ast }:\wp (X)\longrightarrow [0,+\infty ]} que complix tres propietats:
```
(i) 

  

    

      

        

          
μ

          

            
∗

          

        

        
(

        
∅

        
)

        
=

        
0

      

    

    
{\displaystyle \mu ^{\ast }(\emptyset )=0}

  

```

```
(ii) Si 

  

    

      

        
A

        
⊂

        
B

        
⊂

        
X

        
⇒

        

          
μ

          

            
∗

          

        

        
(

        
A

        
)

        
≤

        

          
μ

          

            
∗

          

        

        
(

        
B

        
)

      

    

    
{\displaystyle A\subset B\subset X\Rightarrow \mu ^{\ast }(A)\leq \mu ^{\ast }(B)}

  

```

```
(iii) 

  

    

      

        
σ

      

    

    
{\displaystyle \sigma }

  

-subadditivitat
Si 

  

    

      

        
{

        

          
A

          

            
j

          

        

        

          
}

          

            
j

            
≥

            
1

          

        

      

    

    
{\displaystyle \{A_{j}\}_{j\geq 1}}

  

 
successió
 de 

  

    

      

        
℘

        
(

        
X

        
)

      

    

    
{\displaystyle \wp (X)}

  

 llavors 

  

    

      

        

          
μ

          

            
∗

          

        

        
(

        

          
⋃

          

            
j

            
=

            
1

          

          

            
∞

          

        

        

          
A

          

            
j

          

        

        
)

        
≤

        

          
∑

          

            
j

            
=

            
1

          

          

            
∞

          

        

        

          
μ

          

            
∗

          

        

        
(

        

          
A

          

            
j

          

        

        
)

      

    

    
{\displaystyle \mu ^{\ast }(\bigcup _{j=1}^{\infty }A_{j})\leq \sum _{j=1}^{\infty }\mu ^{\ast }(A_{j})}

  

```

Propietat: Tota mesura en X, definida en {\displaystyle \wp (X)}, és una mesura exterior en X. (El recíproc no és cert).
És per eixe motiu que les mesures exteriors són més fàcils de construir que les mesures. Per a construir la mesura de Lebesgue ho que es fa és, construir una mesura exterior, denominada mesura exterior de Lebesgue, ja que és més fàcil de construir i utilitzant el Teorema de Carathéodory podem definir la mesura de Lebesgue amb la qual s'assenten les bases de la integral de Lebesgue.

## Teorema de Carathéodory
Sia {\displaystyle \mu ^{\ast }} una mesura exterior en X. Llavors el conjunt {\displaystyle M\subset \wp (X)} format per tots los conjunts {\displaystyle \mu ^{\ast }}-mesurables és una {\displaystyle \sigma }-àlgebra en X i {\displaystyle \mu =\mu _{|M}^{\ast }} ({\displaystyle \mu ^{\ast }} restringida en {\displaystyle M}) és una mesura en X.
A més, {\displaystyle \{E\subset M:\mu (E)=0\}=\{A\subset X:\mu ^{\ast }=0\}}
En particular, {\displaystyle \mu } és una mesura completa, és a dir, si {\displaystyle E\subset M} i {\displaystyle \mu (E)=0} llavors tot {\displaystyle E'\subset E} també complix {\displaystyle E'\subset M} i {\displaystyle \mu (E')=0}.
És rellevant destacar que el teorema mostra també com construir la mesura exterior a partir d'una mesura qualsevol definida en una semiàlgebra (com per exemple, els intervals semioberts en {\displaystyle \mathbb {R} }). Així, si la mesura definida en la semiàlgebra és {\displaystyle \nu }, la mesura exterior estarà donada per {\displaystyle \mu ^{\ast }(A)=inf\{\sum _{A_{i}\in \mathbb {A} }\nu (A_{i}):\mathbb {A} \in {\mathcal {R}}(A)\}}, on {\displaystyle {\mathcal {R}}(A)=\{\mathbb {A} \subset \mathbb {P} (X)tq|\mathbb {A} |=|\mathbb {N} |,A\subseteq \bigcup (A_{i}:A_{i}\in \mathbb {A} )\}}
En el cas particular de {\displaystyle \mathbb {R} }, la semiàlgebra és {\displaystyle S=\{(a,b]:a,b\in \mathbb {R} \}}, i la mesura sobre ella està donada per {\displaystyle \nu ((a,b])=b-a}.